# Greg Hawkes
Gregory A. Hawkes (22 de octubre de 1952) es un músico estadounidense más conocido como el teclista y posteriormente bajista de la banda de rock The Cars.
Hawkes, nativo de Fulton, Maryland, Estados Unidos, asistió a la escuela secundaria Atholton, donde tocó en una banda llamada Teeth. Luego asistió al Berklee College of Music durante dos años, donde se especializó en composición y flauta. Abandonó esa escuela para tocar en varias bandas, incluida Martin Mull and his Fabulous Furniture, donde tocaba la flauta, el saxofón y el clarinete. También tocó en una banda llamada Richard and the Rabbits, que incluía a los futuros compañeros de banda The Cars, Ric Ocasek y Benjamin Orr. Hawkes fue el último miembro en unirse a The Cars. Hawkes también estuvo en los New Cars con el miembro original de The Cars, Elliot Easton, el vocalista y guitarrista Todd Rundgren, el bajista Kasim Sulton y el baterista Prairie Prince. En 2018, Hawkes fue incluido en el Salón de la Fama del Rock and Roll como miembro de The Cars.

## The Cars
El trabajo más reconocido de Hawkes es con The Cars. Hawkes superó los límites de la tecnología disponible y la secuenciación ayudó a forjar el sonido de la década de 1980. Si bien The Cars era conocido comercialmente como una banda de rock y new wave, tuvo el mayor impacto en el sonido synth-pop y new wave en grandes éxitos como "Drive". Sus sonidos característicos incluyen la sincronización de Prophet-5 que se escucha en "Let's Go" y en "Hello Again", así como los arpegios y líneas de sintetizador sincopadas, en "Shake It Up" o "Heartbeat City".
En 2010, Hawkes se reunió con los miembros originales sobrevivientes de The Cars para grabar su primer álbum en 24 años, titulado Move Like This, que fue lanzado el 10 de mayo de 2011.

## Otros trabajos
Hawkes también trabajó con Ric Ocasek en sus álbumes como solista, a menudo tocando tanto el teclado como el bajo. Hawkes Lanzó un álbum en solitario, Niagara Falls, en 1983. Posteriormente también ha tocado la guitarra, el bajo, instrumentos de percusión, saxofón, clarinete y ukelele. En 2008 lanzó un álbum en solitario de canciones de The  Beatles interpretadas con el ukelele, The Beatles Uke.
Hawkes recibió un crédito como escritor por "Service with a Smile" en el segundo álbum de la banda de rock progresivo con sede en Virginia Happy the Man, Crafty Hands, en 1978.
En 1989, Chris Hughes le pidió a Greg que fuera a Inglaterra a grabar una nueva canción de Paul McCartney, "Motor of Love", del álbum Flowers in the Dirt, grabado en el propio estudio de grabación de McCartney en un antiguo molino de viento al sur de Londres.
En 1995, Hawkes era miembro de The Sky Dwellers, que también incluía a Perry Geyer, del grupo Manufacture.
En 2009, Hawkes contribuyó con el sintetizador en varias pistas del álbum Invisible Embraces de la banda de new wave con sede en Boston New Collisions.
Hawkes también ha hecho al menos dos apariciones en la serie de televisión infantil The Aquabats, donde aparece en escenas que instruyen al espectador sobre cómo tocar ciertos instrumentos. En una de sus apariciones en las que enseña a los espectadores a tocar el ukelele, interpretó el exitoso sencillo de The Cars "You Might Think".
El 8 de mayo de 2014, Hawkes apareció en el escenario con la banda de comedia rock/new wave californiana The Aquabats en el Paradise Rock Club de Boston, donde se unió a la banda para tocar el sintetizador en una versión de "Just What I Needed".
En 2017, Hawkes realizó una gira con Todd Rundgren en su White Knights: The Chivalrock Tour, tocando teclados y saxofón. Hawkes también asistió al evento Toddstock de Rundgren, en 2018.

## En la actualidad
Hawkes vive en la ciudad de Lincoln (Massachusetts), donde trabaja como músico de sesión. Fue miembro de The New Cars, una nueva formación de The Cars que también contó con el guitarrista original Elliot Easton. Reemplazando a otros miembros originales de The Cars estaban el cantante/guitarrista Todd Rundgren, el bajista/vocalista de Utopia Kasim Sulton y el ex batería de The Tubes Prairie Prince. Atom Ellis reemplazó al bajo cuando Kasim estaba de gira con Meat Loaf. La banda estuvo de gira entre 2006 y 2007. Un álbum en vivo con tres nuevas pistas de estudio, It's Alive!, fue lanzado en junio de 2006.
Antes de que The Cars se reunieran en 2010, Hawkes actuó con The Turtles.

### Ukelele
Desde 2001, Hawkes ha estado tocando y experimentando con el ukelele, incluidas interpretaciones de las canciones de The Cars "My Best Friend's Girl", "Drive", "Tonight She Comes" y "You Might Think".
En 2008, Hawkes lanzó el CD The Beatles Uke, en el sello Solid Air Records. El álbum consta de versiones instrumentales de quince clásicos del grupo inglés, en lo que Hawkes denomina un estilo "UKEsymphonic", utilizando grabaciones de múltiples pistas para crear una orquesta de ukelele. El CD es un testimonio de la influencia que The Beatles, particularmente Paul McCartney, han tenido en la música y la carrera de Hawkes. Entre otros instrumentos, Hawkes posee y toca un ukelele personalizado Talsma.

## Discografía

### Álbumes en solitario
- Niagara Falls (1983)
- The Beatles Uke (2008)

### Con The Cars
- The Cars (1978)
- Candy-O (1979)
- Panorama (1980)
- Shake It Up (1981)
- Heartbeat City (1984)
- Greatest Hits (1985)
- Door to Door (1987)
- Move Like This (2011)

### Singles en solitario
- "Jet Lag" (1983)
- "Backseat Waltz" (1983)